# Bufo guentheri
Bufo guentheri là một loài cóc thuộc họ Bufonidae.
Loài này có ở Cộng hòa Dominica và Haiti.
Môi trường sống tự nhiên của chúng là rừng khô nhiệt đới hoặc cận nhiệt đới, rừng ẩm vùng đất thấp nhiệt đới hoặc cận nhiệt đới, và đầm nước ngọt có nước theo mùa.
Chúng hiện đang bị đe dọa vì mất nơi sống.